# Evarcha armeniaca
Evarcha armeniaca är en spindelart som beskrevs av Dmitri Viktorovich Logunov 1998 [1999. Evarcha armeniaca ingår i släktet Evarcha och familjen hoppspindlar. Inga underarter finns listade i Catalogue of Life.